# Valeri Txapliguin
Valeri Txapliguin (en rus Валерий Андреевич Чаплыгин) (Kursk, 23 de maig de 1952) fou un ciclista soviètic, d'origen rus.
En el seu palmarès destaquen una medalla d'or als Jocs Olímpics de Mont-real i tres més als Campionats del Món en pista, una d'elles d'or.

## Palmarès
- 1973
  - 1r a la Volta al Bàltic i vencedor de 3 etapes
  - Vencedor de 2 etapes a la Volta a Iugoslàvia
- 1974
  - 1r al Gran Premi de L'Humanité i vencedor d'una etapa
  - Vencedor d'una etapa a la Volta al Marroc
- 1975
  - 1r a la Setmana Bergamasca i vencedor de 2 etapes
- 1976
  -  Medalla d'or als Jocs Olímpics de Moscou en la prova de persecució per equips, amb Aavo Pikkuus, Vladimir Kaminski i Anatoli Txukànov
  -  Campió de la Unió Soviètica en contrarellotge per equips (amb Vladimir Kaminski, Anatoli Txukànov, Aavo Pikkuus)
  - Vencedor d'una etapa a la Volta al Marroc
  - Vencedor d'una etapa a la Volta a Bulgària
- 1977
  -  Campió del món en contrarellotge per equips (amb Aavo Pikkuus, Vladimir Kaminski i Anatoli Txukànov)
- 1979
  - Vencedor d'una etapa a la Milk Race
- 1981
  - Vencedor d'una etapa a la Volta a Àustria
- 1982
  - 1r al Trofeu Salvatore Morucci